# Marina di Roseto Capo Spulico
Marina di Roseto Capo Spulico is een plaats (frazione) in de Italiaanse gemeente Roseto Capo Spulico.